# إيرين كلارك
إيرين كلارك (بالإنجليزية: Erin Clark)‏ هي منافسة ألعاب القوى أمريكية، ولدت في 25 أكتوبر 1994 في يوجين في الولايات المتحدة.

## وصلات خارجية
- إيرين كلارك على موقع الاتحاد الدولي لألعاب القوى (الإنجليزية)
- إيرين كلارك على موقع TFRRS.org (الإنجليزية)